# Ретабло
Рета́бло, рета́бль (фр. retablе, исп. El retablo — «позади стола», от (лат.  retrotabulum — запрестольный) — в христианском искусстве стран Западной Европы — запрестольная композиция. В отличие от живописной алтарной картины представляет собой сложное архитектоническое сооружение, дополненное скульптурами либо рельеф, находящиеся, в отличие от иконостаса, не перед, а за престолом (алтарём).
Ретабло происходит от раннесредневековых доссалей. В развитом виде ретабло является высоким, многоярусным сооружением, часто достигающим потолка и включающим множество скульптурных, рельефных или живописных изображений, орнаментальную резьбу, обычно из дерева с деталями из гипса (стукко). Их раскрашивали и покрывали позолотой и росписью.
Появление ретабло связано с распространением стиля барокко во Франции, Испании, Португалии и в исторически связанных с Испанией странах Латинской Америки. В средневековой и ренессансной Италии подобные композиции именовались табернаклями или «pala d’altare, ancóna». Самым знаменитым запрестольным итальянским табернаклем является Пала д’Оро (Золотой алтарь) в базилике Святого Марка в Венеции из золота, драгоценных камней и эмали.
В латиноамериканских странах словом «ретабло» называли также вотивные предметы, приносимые в храм по обету для избавления от опасностей и болезней. В современной Латинской Америке ретабло нередко представляют собой выполненные самими прихожанами рисунки, иллюстрации историй о том, как им помог тот или иной святой.
В более широком значении слово «ретабло» употребляется для обозначения испанской религиозной живописи периода Средних веков и раннего Ренессанса, которая была частью алтарных сооружений. Наиболее характерны испанские монументальные ретабло, отчего этот термин чаще всего относят именно к искусству католической Испании. Существует гипотеза о том, что происхождение испанских ретабло связано с началом реконкисты (отвоевния Испании у мавров), когда в отсутствие храма походный алтарь воздвигали перед раскладным деревянным триптихом.
В процессе эволюции пространства и внутреннего устройства храма средоточие росписи на антепендиуме (передней стенки престола) утеряло своё значение. Прихожане уже не могли различить подобное изображение в условиях огромной протяжённости храма. «Постепенно то, что составляло фронталь, как бы переместилось вглубь алтаря, увеличилось в размерах, приобрело тип сложной, заполненной иконами архитектурной композиции, украсилось скульптурой и декоративными мотивами».
В XIV в. резные и расписные деревянные ретабло появились в Каталонии. Одно из самых знаменитых — ретабло собора в Севилье в стиле платереско (1482—1564). Оно занимает всю стену. В Испании и Португалии ретабло изготавливали фламандские резчики, но их работу называли по-итальянски «талья дорада» (искаж. итал. taglia dorata — «позолоченная резьба»). Испанцы привнесли искусство заалтарных образов вместе с архитектурой барокко в завоеванные страны Латинской Америки. В изготовлении ретабло применяли также технику эстофа́до исп.  al estofado — «нарядный, узорчатый, расшитый») — роспись по золотому фону. Считается, что эта техника восходит к произведениям арабских мастеров Испании — росписям испано-мавританских фаянсов и чеканке по металлу. В Англии запрестольные композиции, как и всё пространство за алтарём, именуют «рердос», или «руд» (англ. reredos, rood — «задняя стенка»).

## Конструкция испанских ретабло
Испанское ретабло — своего рода стенка с чётко выявленными гранями трёхсложной конструкции, образующей прямоугольный каркас, чаще всего с тремя полями. Поля обозначаются вертикальными пилястрами или колонками, называемые «улицами» (calles), и «телами» («cuerpos») — горизонтальными тягами. Поля, образованные этой сеткой тел и улиц, называются «инкасаментос» (encasamentos") и обычно содержат скульптурные изображения или картины. Набор архитектурных элементов, обрамляющих и разделяющих алтарь, называется «мазонерией» (mazonería). Существуют также примеры, организованные более простым способом, с акцентом внимания на одной сцене.
В центре обычно помещается более крупное изображение (Мария с Младенцем, святой, которому посвящён алтарь, главные евангельские сцены). Боковые поля заняты вертикальными и горизонтальными композициями меньшего размера. Ретабло обычно поднимают на постамент. Нижняя часть, опирающаяся на постамент, называется скамьёй или пределла, пределлой и представляет собой горизонтальную часть, похожую на фриз, который, в свою очередь, разделяют на отсеки и декорируют. Там размещали небольшие картины с фигурами святых, сценами их жизни, иногда сюжетами Страстей Христовых. Элементом, завершающим всю конструкцию, может быть полукруглый люнет, «позвоночник» (espina) или аттик. В соответствии с его доминирующим положением он обычно используется для изображения Вечного Отца или Голгофы. Весь набор иногда защищается молдингом — лепным профильным карнизом (moldura), который особенно распространён в готических алтарях.

## Художники ретабло
Наиболее известными испанскими мастерами, создававшими монументальные ретабло, были члены семьи Чурригера, прежде всего Хосе Бенито де Чурригера Оканья, от имени которого произошло название стиля испанского барокко чурригереско, а также Мигель Мартин дель Рио, Себастьян де Бенавенте и другие.
Испанские живописцы, писавшие ретабло с середины XIV века, стояли у истоков возникновения испанской живописи эпохи Возрождения. В определённый период они работали в стиле «интернациональной готики». Особенно примечательны каталонские мастера: братья Серра, Луис Борраса, Бернат Марторель, Хайме Уге (1415—1492), Жауме Басо (ок. 1410—1461, по прозвищу Жакомарт).

## Галерея

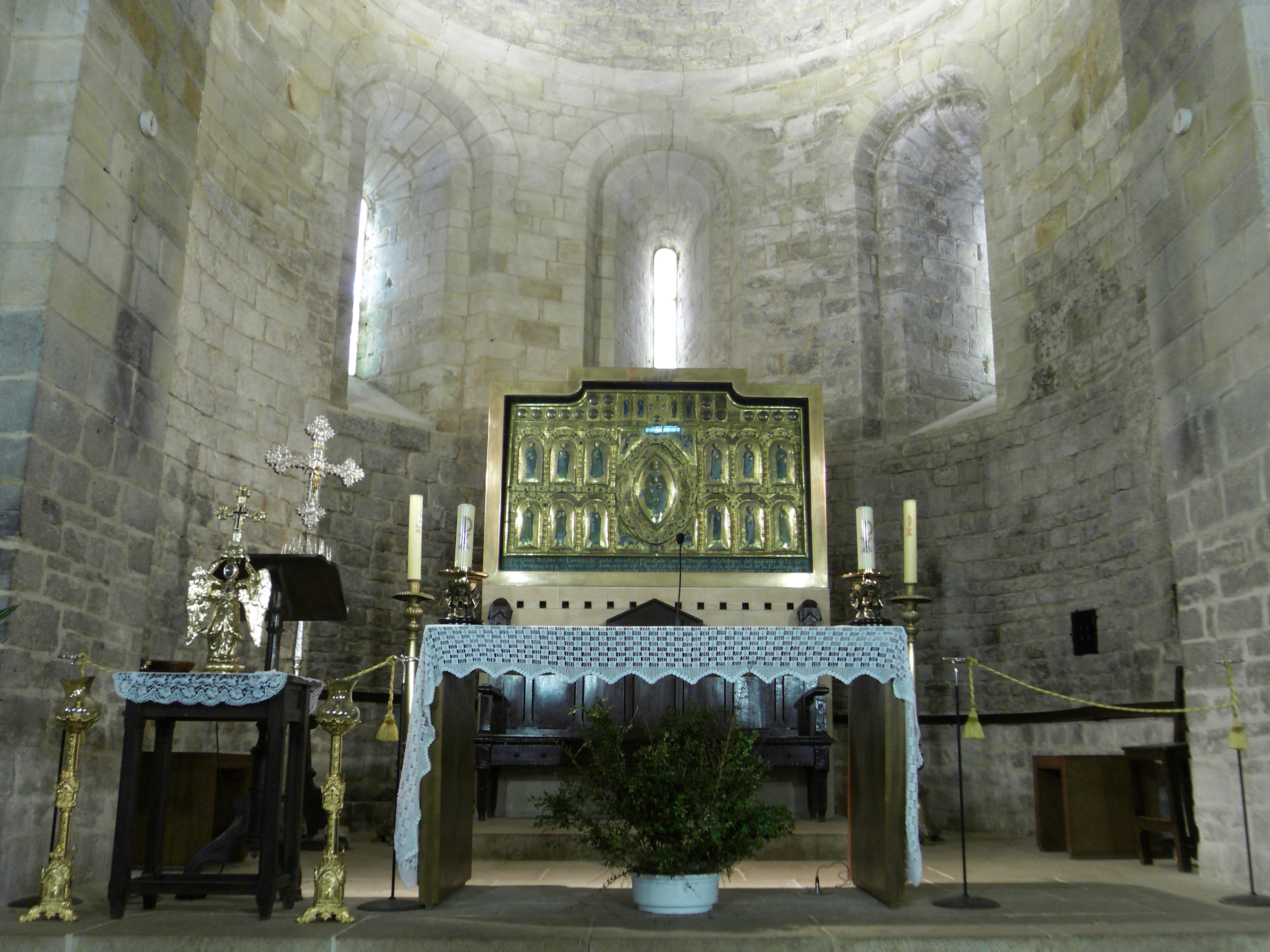
Aлтарь Святого Михаила, Аралар
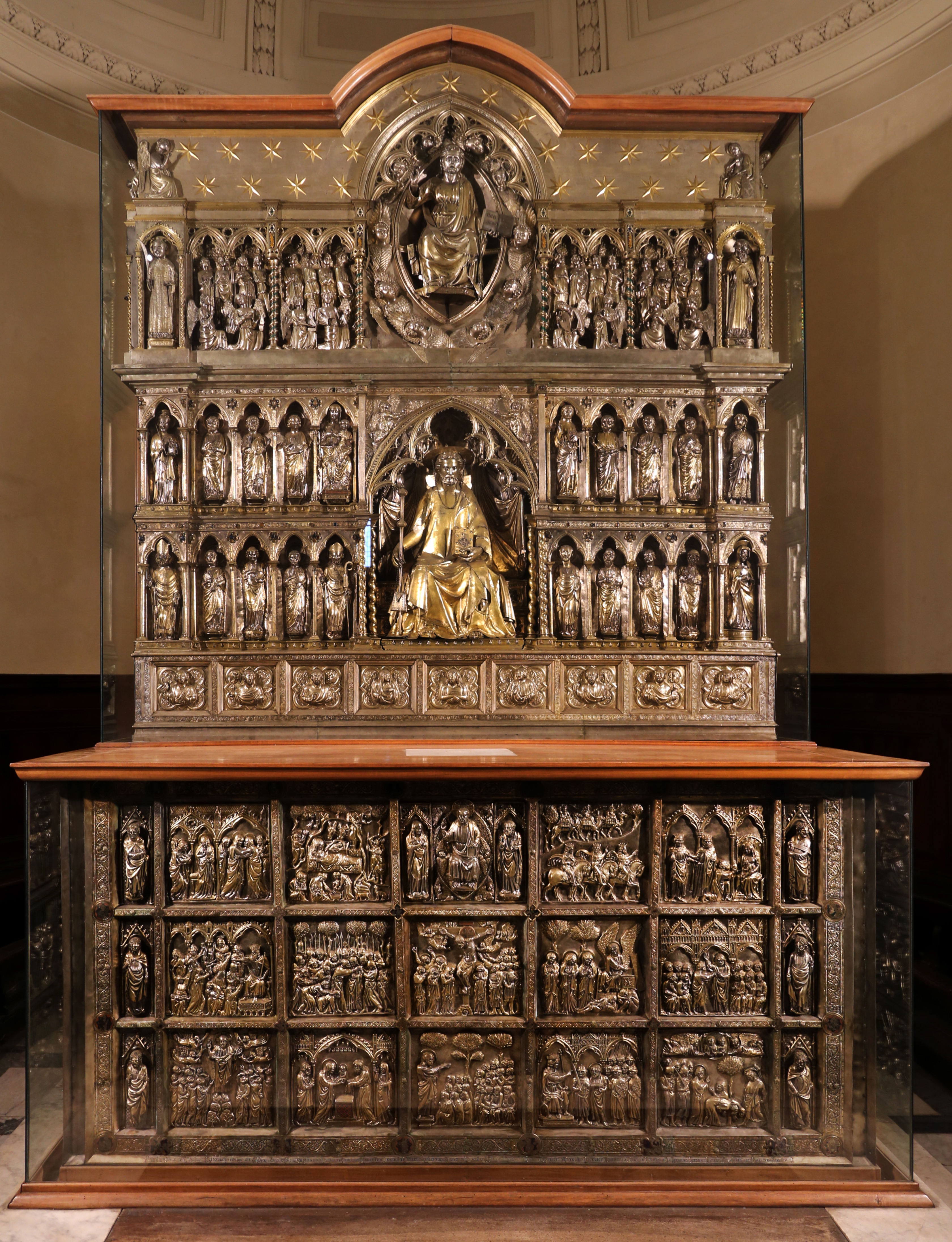
Aлтарь собора Сан-Дзено. 1287. Серебро, Пистоя
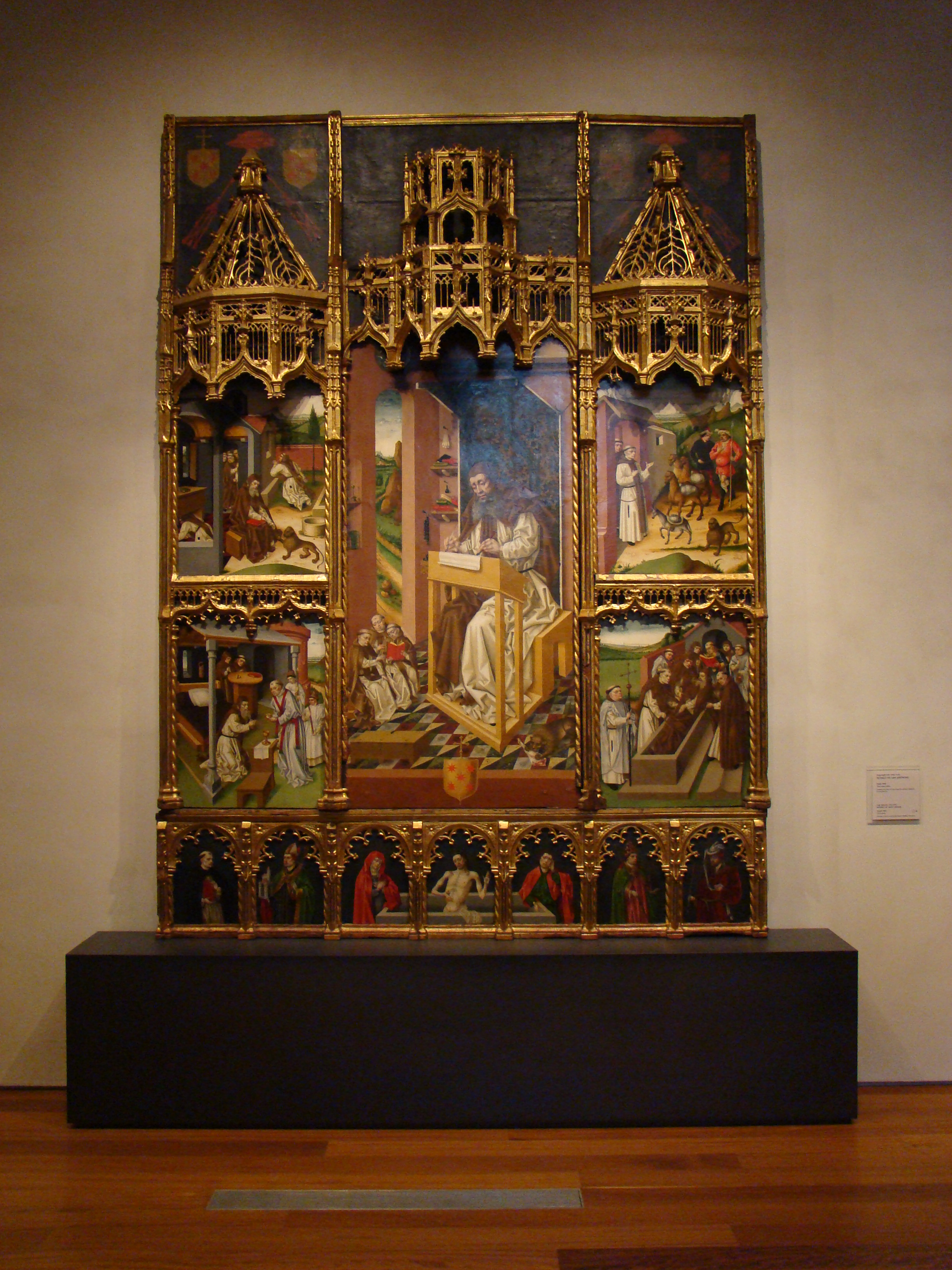
Й. Инглес. Ретабло Св. Иеронима из монастыря Ла-Мехорада. XV в. Национальный музей коллегиума Сан-Грегорио. Ольмедо, Испания
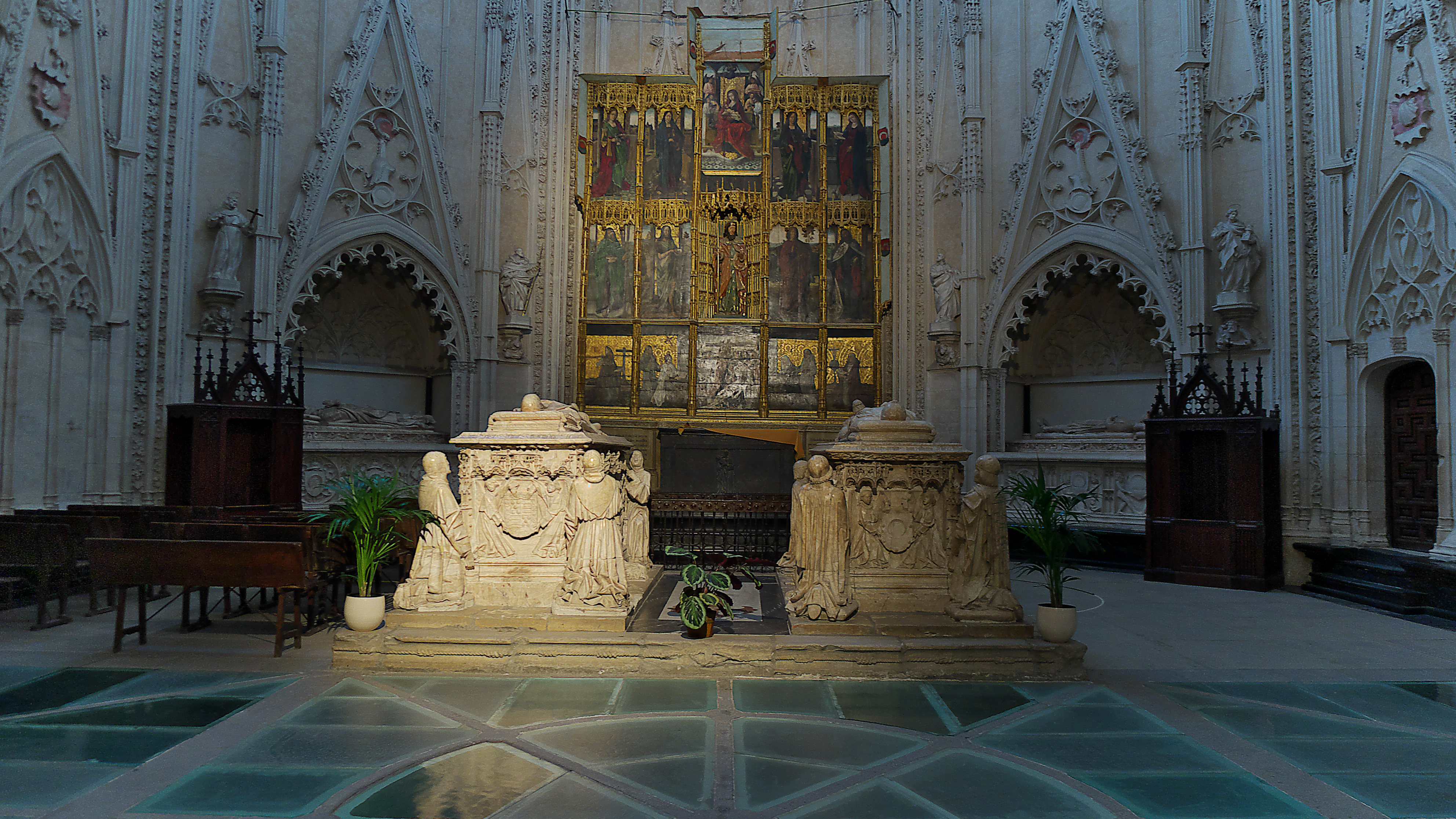
Капелла Святого Иакова. Кафедральный собор Толедо
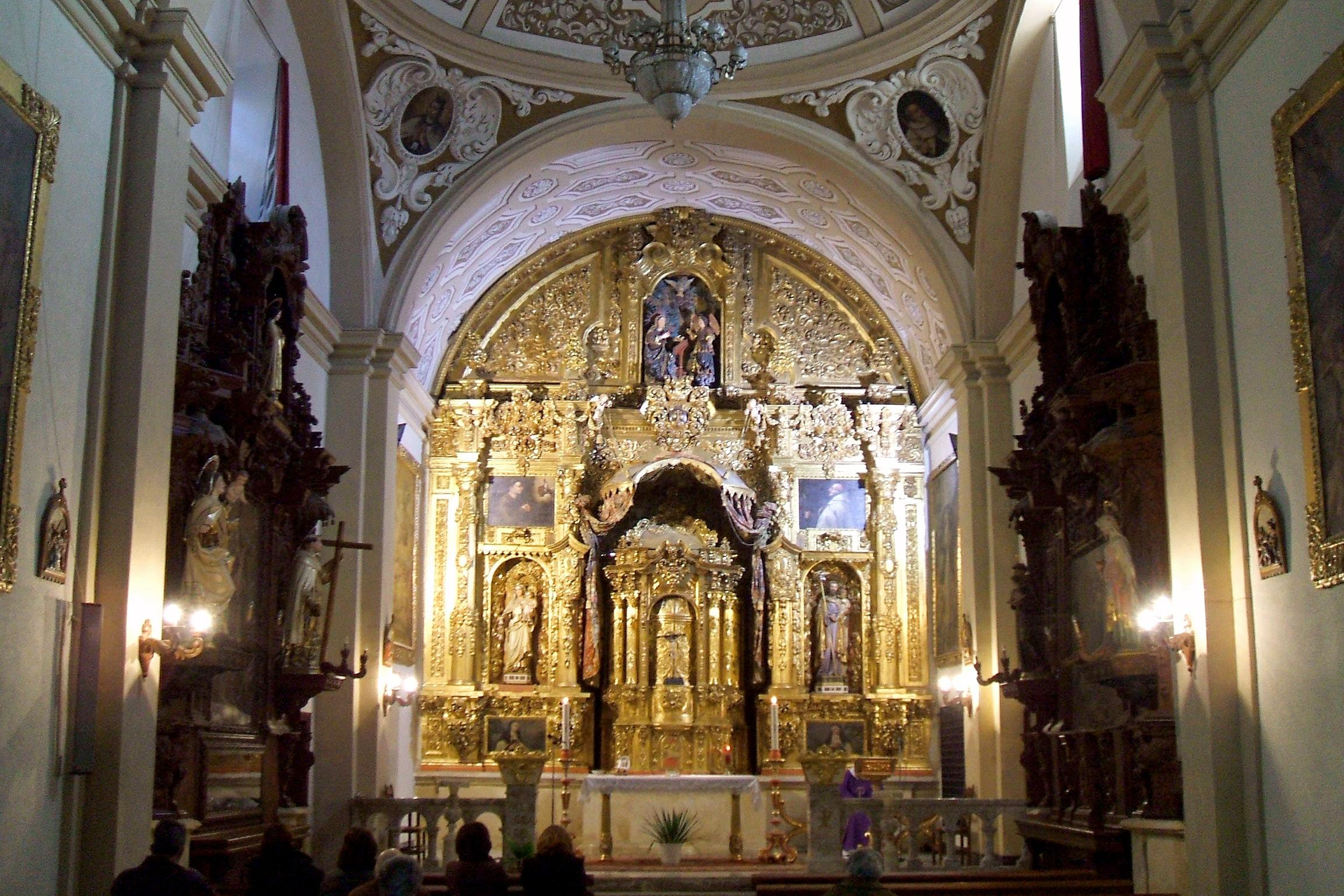
Монастырь Воплощения. Баеца, Андалусия
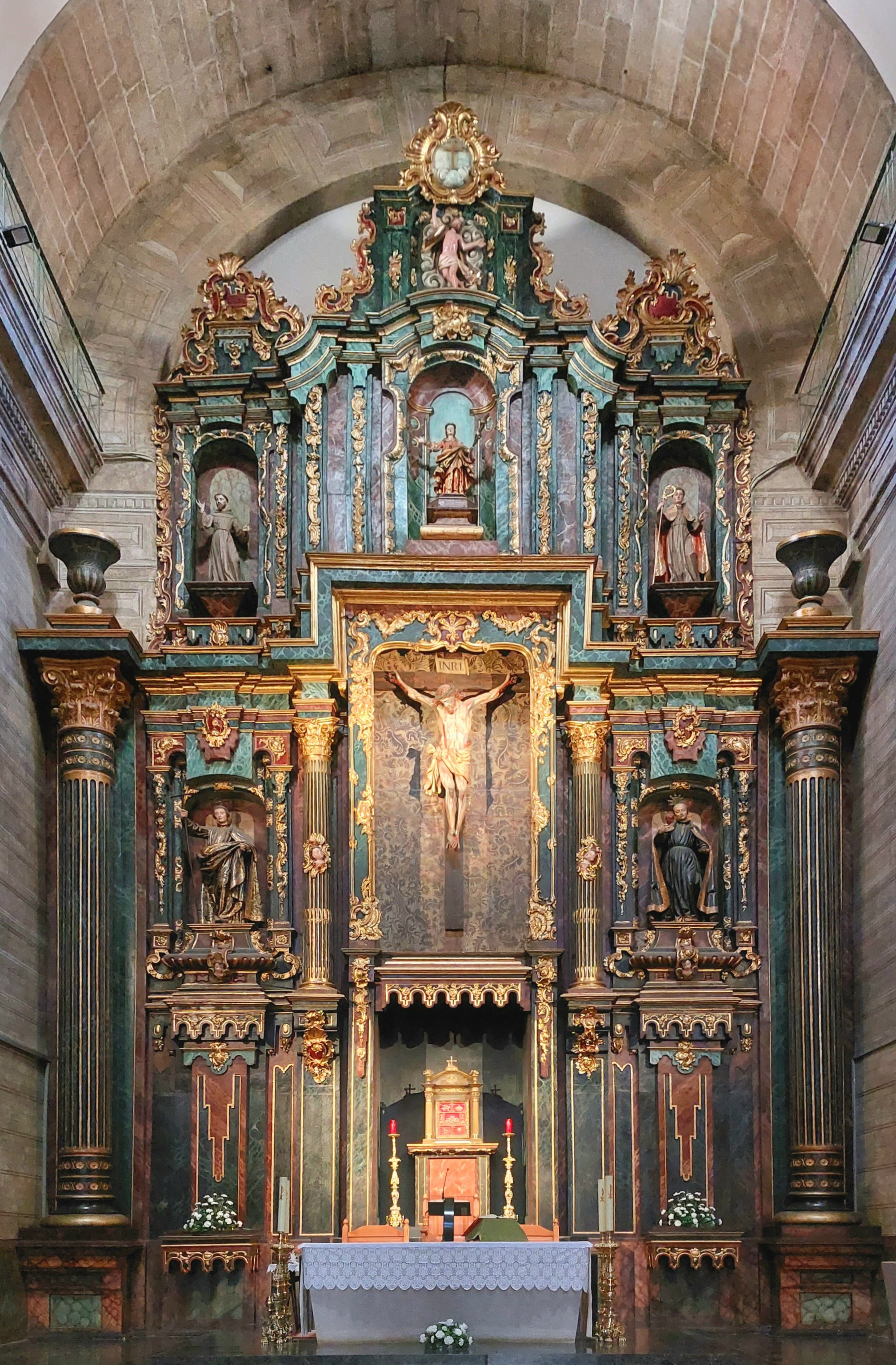
Ретабло церкви Святой Евфимии, Оренсе
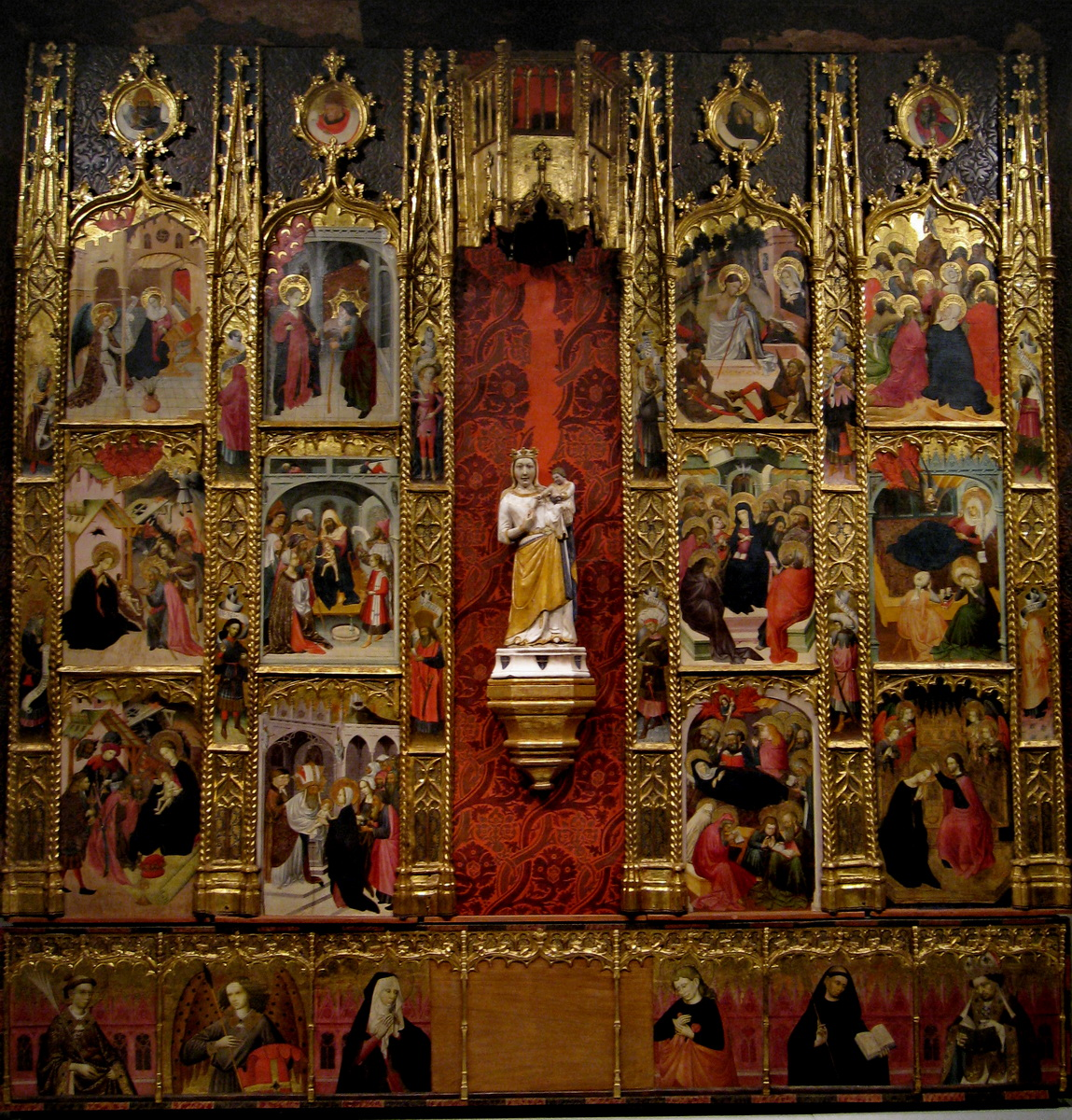
Х. Антиго. Ретабло монастыря Сан-Эстебан. 1437, Баньолес
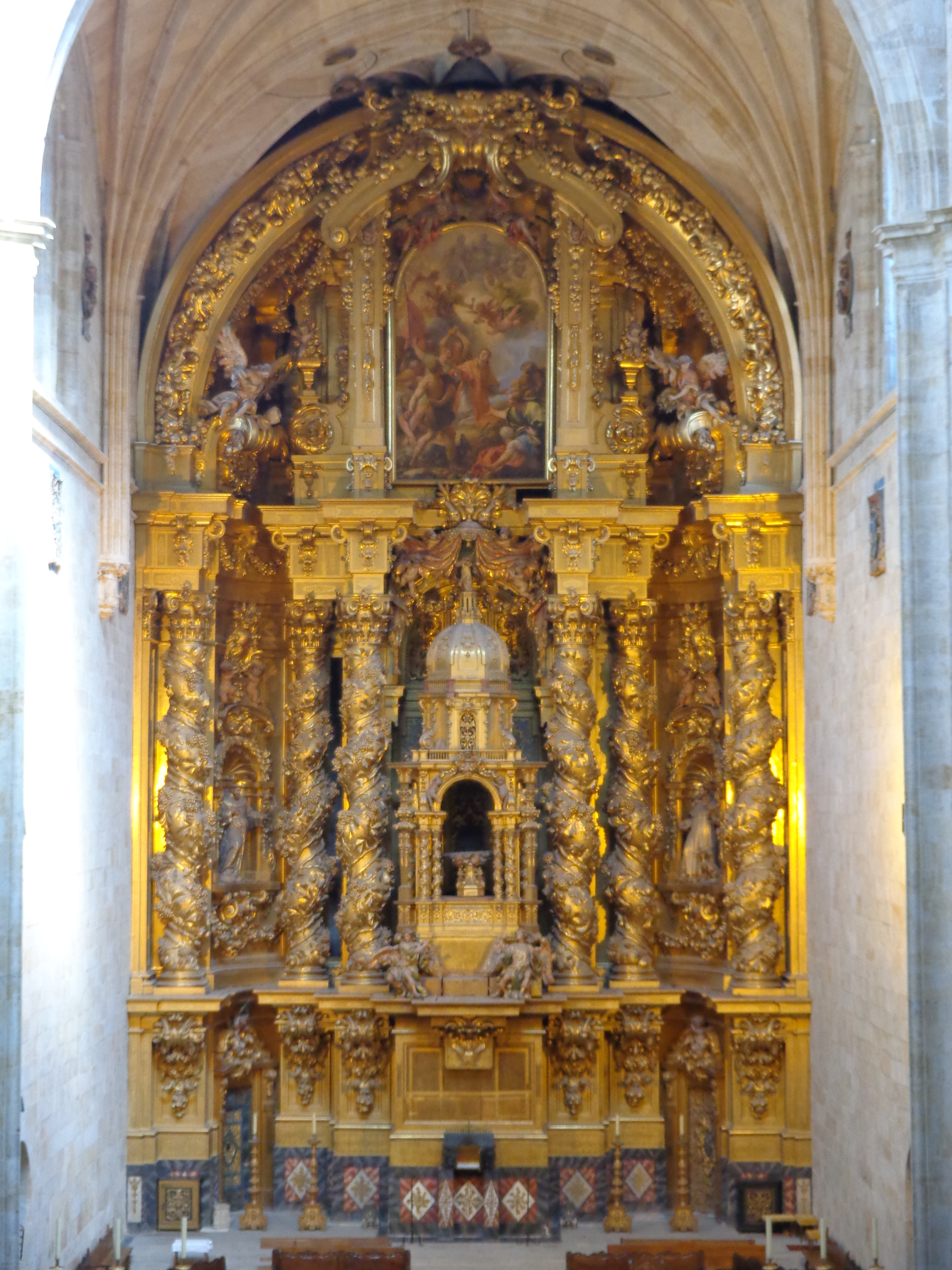
Х. Чурригера. Ретабло (главный алтарь) церкви монастыря Сан-Эстебан в Саламанке. 1693—1696
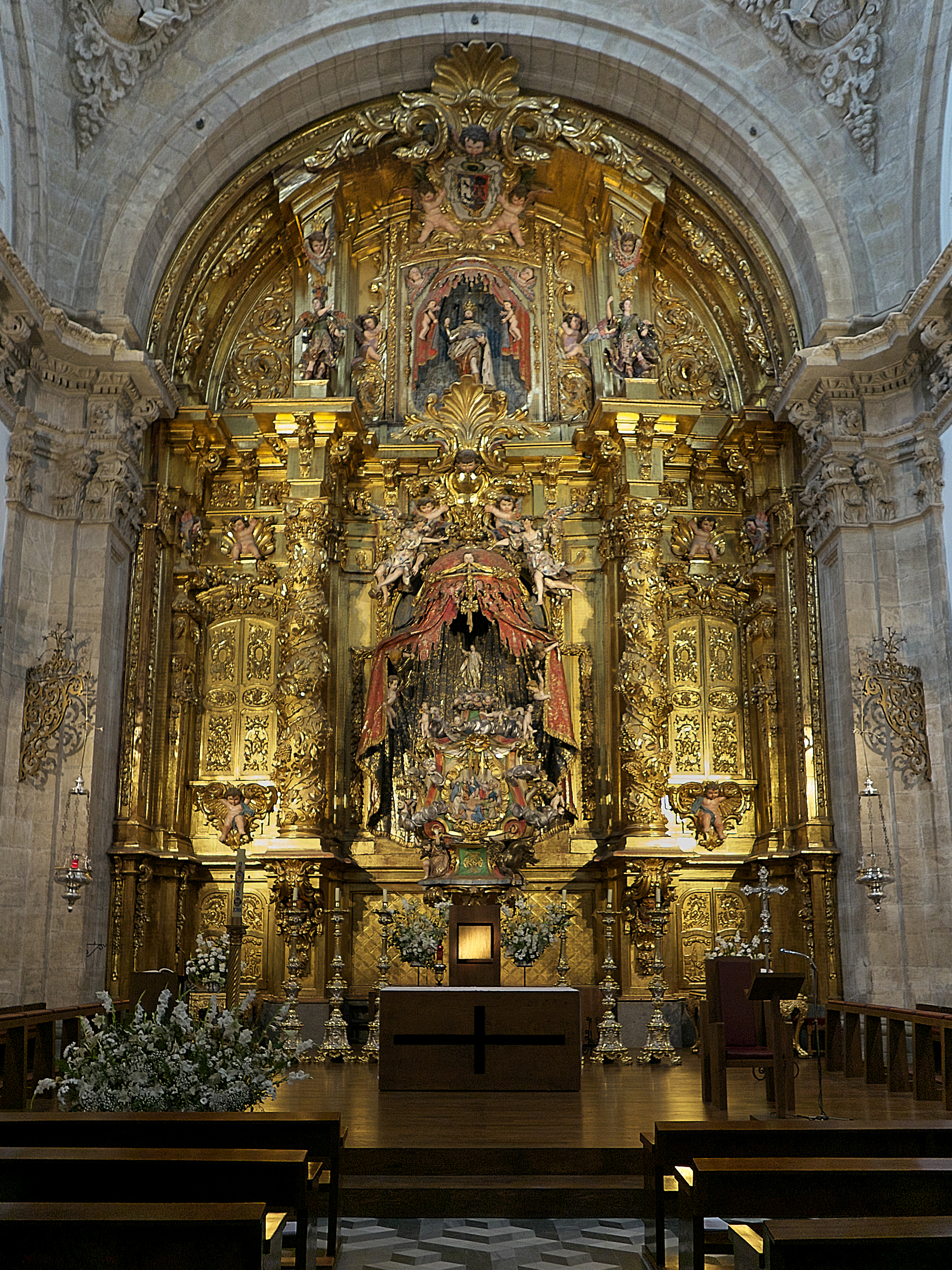
Х. Чурригера. Ретабло капеллы Саграрио в соборе Сеговии. 1689
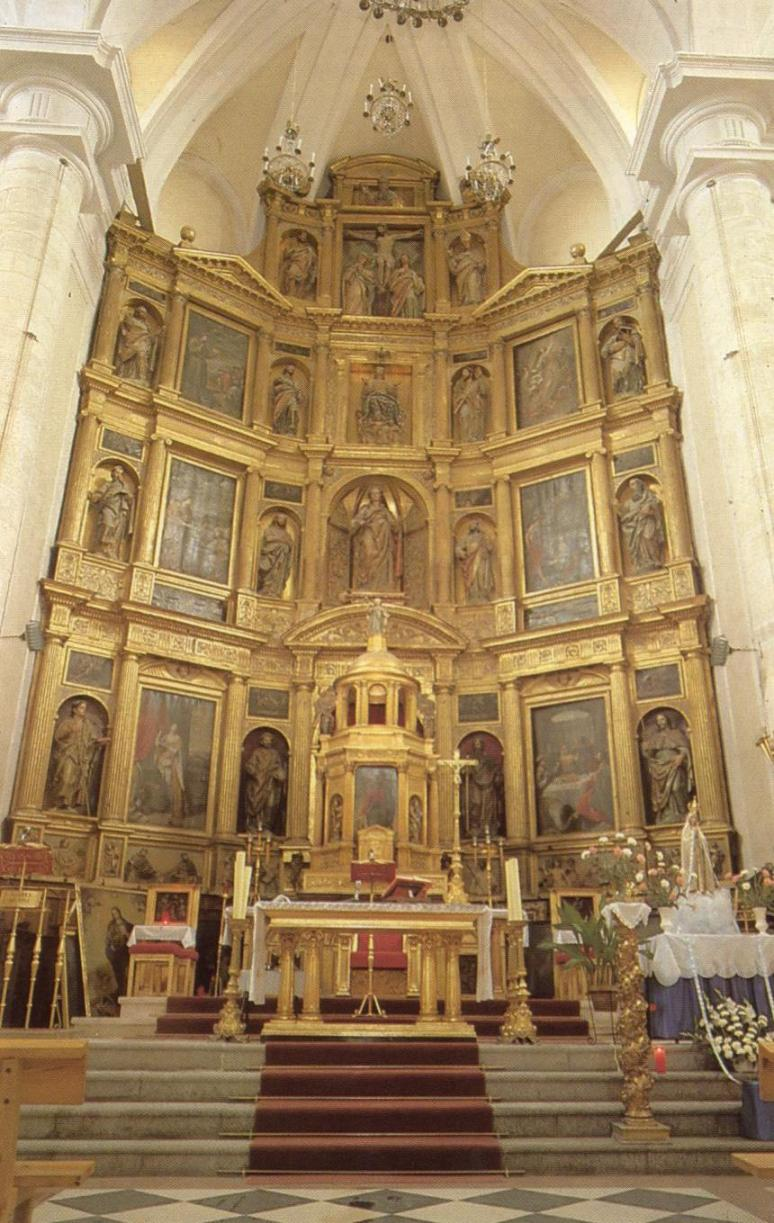
Мигель Мартин дель Рио. Ретабло в Хетафском соборе. Мадрид
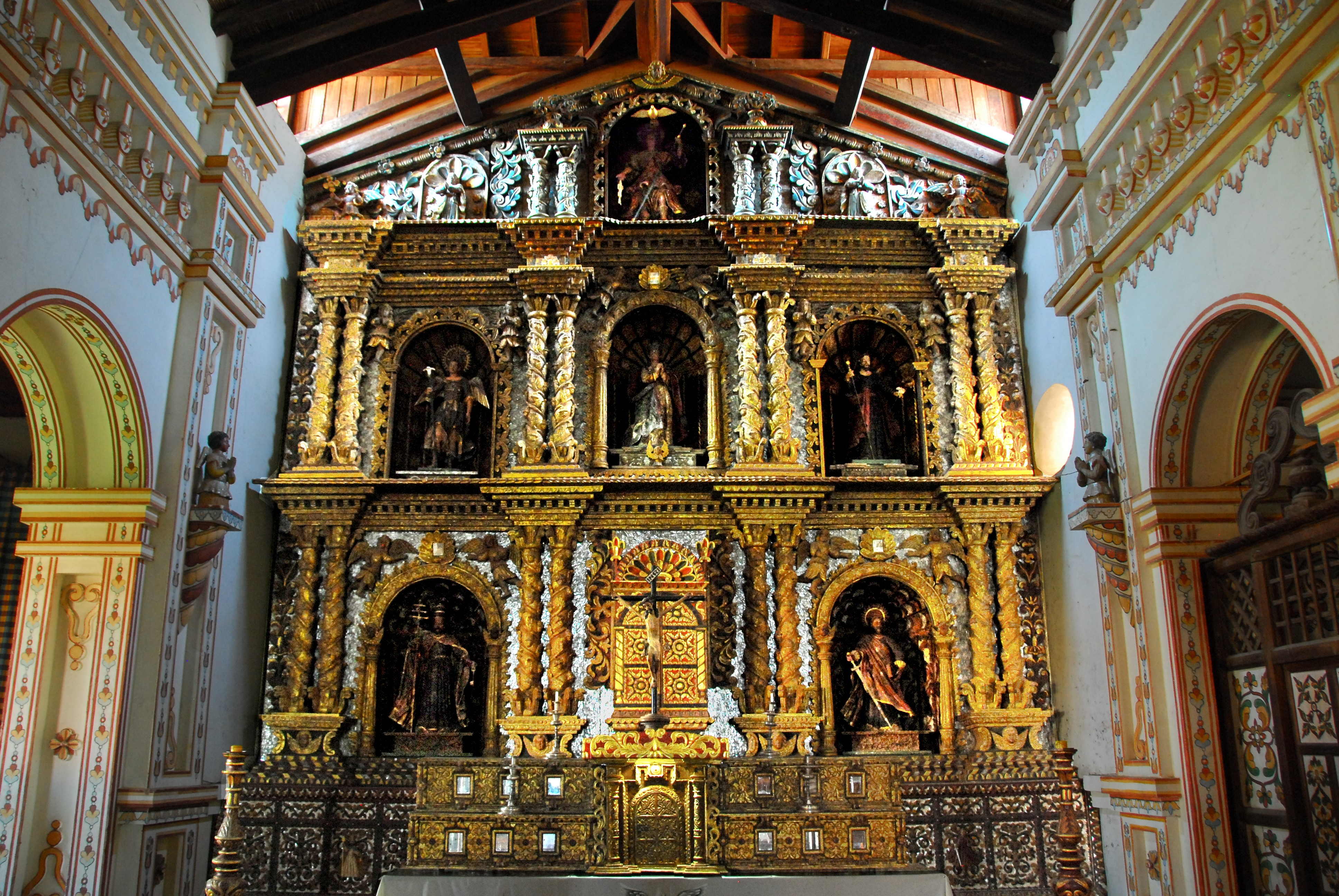
Алтарь церкви Сан-Рафаэль-де-Веласко, Санта-Крус, Боливия
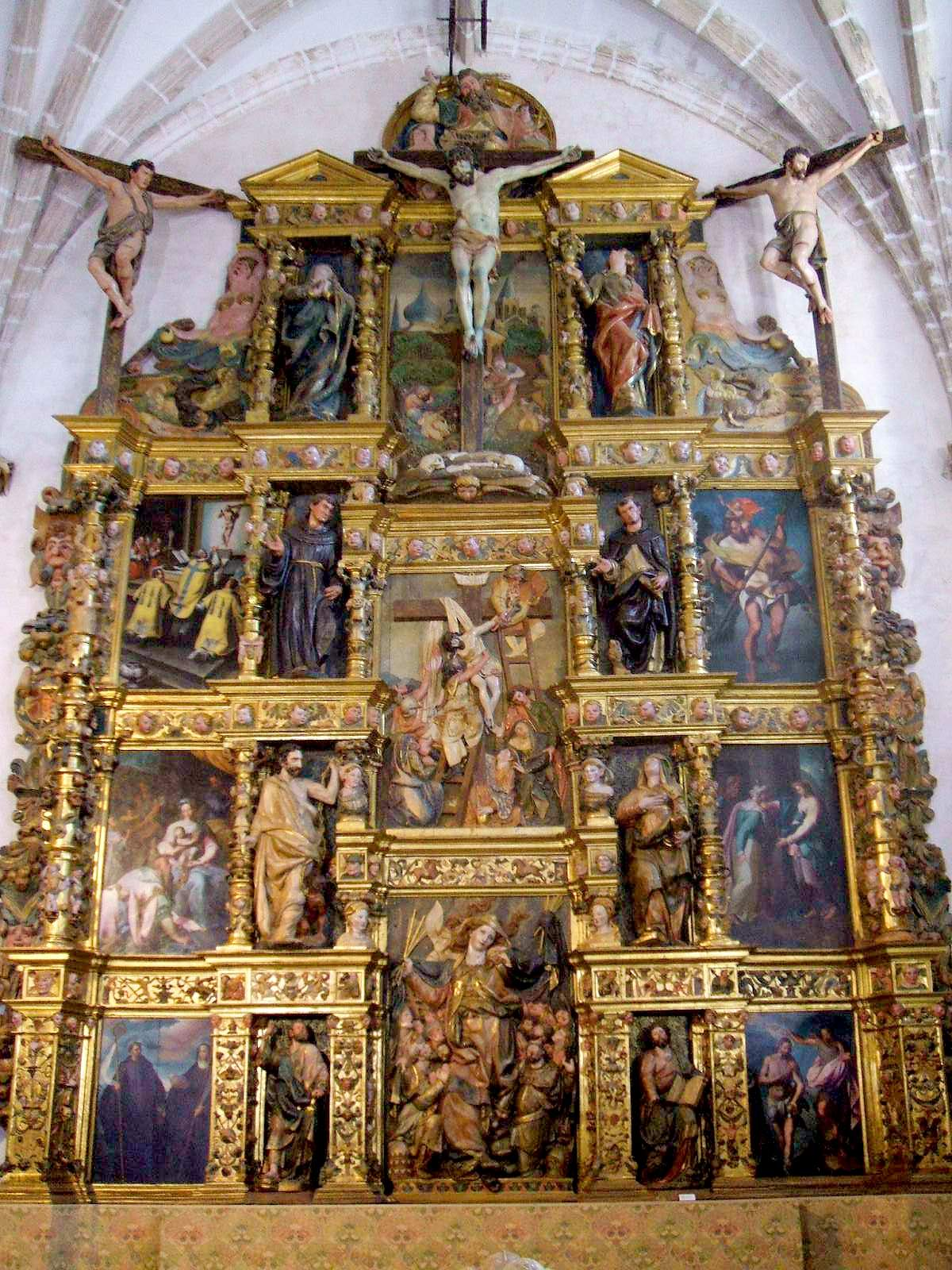
Ретабло базилики Сан-Антолин-де-Тордесильяс, Кастилия
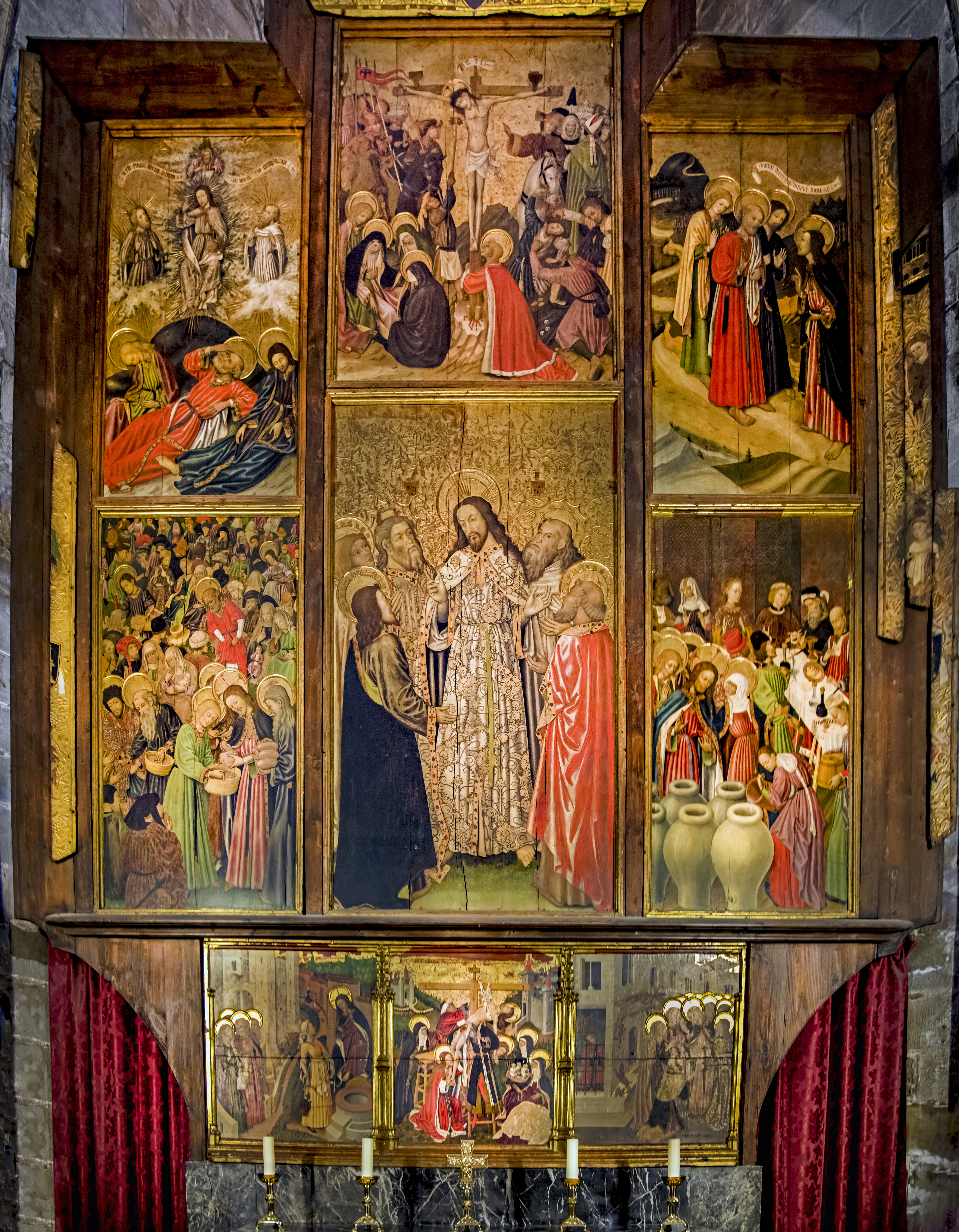
Б. Марторель. Живописное ретабло Капеллы Преображения Собора Святого Креста и Святой Евлалии.  Барселона. 1445—1452
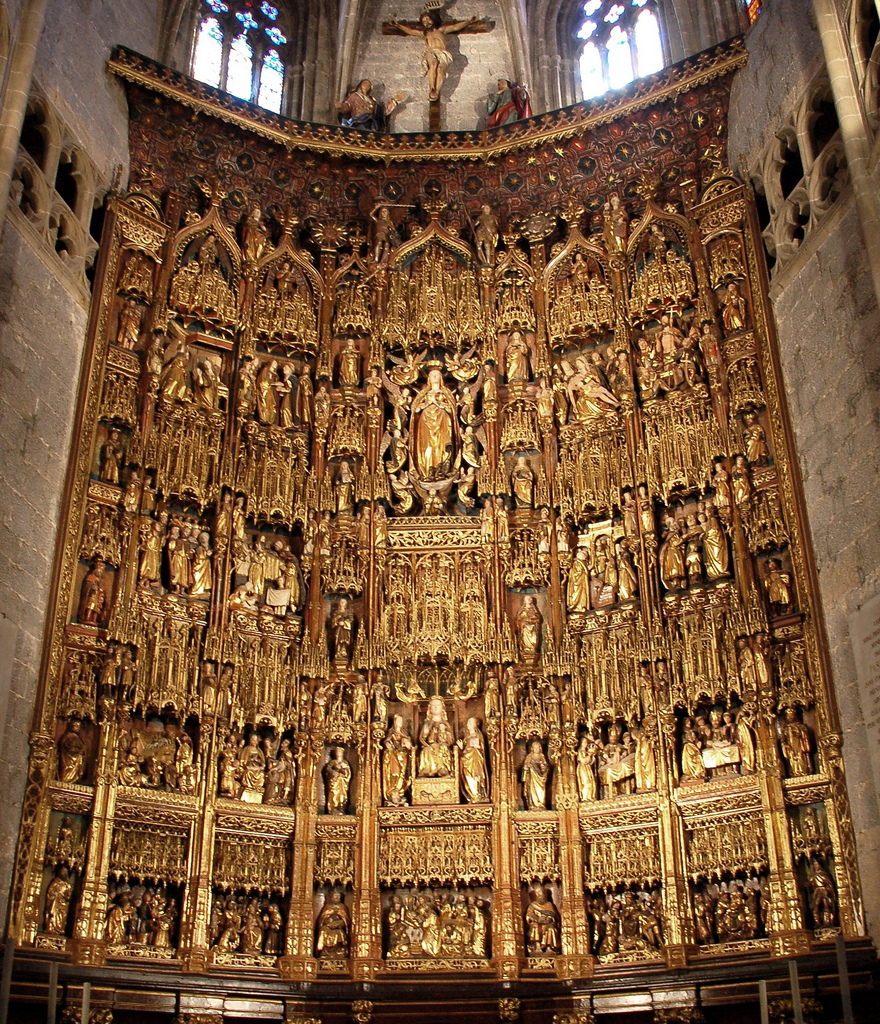
Ретабло базилики Лекейтио. 1514
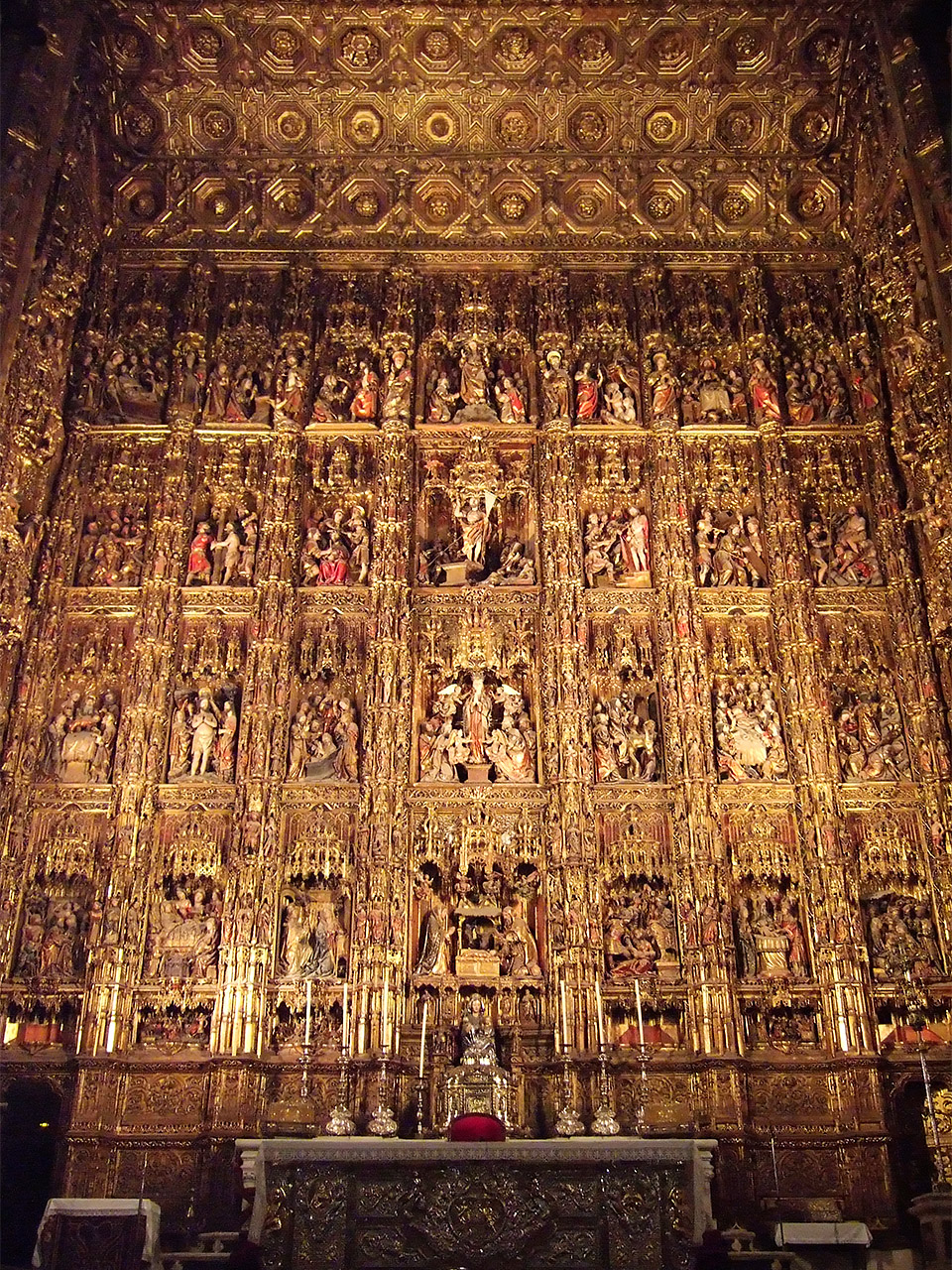
П. Данкар. Ретабло Кафедрального собора в Севилье. 1482—1564